# کانائه یامابه
کانائه یامابه (انگلیسی: Kanae Yamabe؛ زادهٔ ۲۲ سپتامبر ۱۹۹۰) جودوکار اهل ژاپن است.